# Il pleut de l'or
Il pleut de l'or é uma música escrita por Michael von der Heide. A canção será apresentada no Festival Eurovisão da Canção 2010, em Oslo, e será interpretada por Michael von der Heide.